# Panasonic M2
Panasonic M2 — игровая консоль, дизайн которой разработала компания 3DO, а планировала выпускать и продавать компания Matsushita (Panasonic).
Сначала платформа М2 была анонсирована как чип для приставки Panasonic FZ-1, но впоследствии было объявлено, что будет выпущена отдельная консоль.
Выход консоли был отменен в 1997 году, но разработанные технологии для приставки M2 были использованы впоследствии в плеерах FZ-21S (был только анонсирован) и FZ-35S (производился), являвшихся конкурентами универсальных медиацентров Philips CD-i 90-х годов. Однако анализируя слабые продажи дорогих устройств серии CD-i, Panasonic FZ-35S были нацелены не на домашние задачи, а на предоставление мультимедиа возможностей в области медицины, строительства и продаж.
Комплекты разработчиков и прототипы приставки из-за малого тиража, являются очень ценными экземплярами среди коллекционеров. FZ-35S/M2 небольшое время использовалась Konami как аркадная платформа (как конкурент Neo-Geo), поскольку за долгое время до релиза приставки разработчики аркадной платформы предполагали, что после выхода консоли для домашних пользователей, Konami сможет без лишних затрат портировать игры с её аркадной платформы на консоли M2, как было у Namco System 11 и PlayStation. Поскольку игры загружались напрямую с диска, у них были проблемы со скоростью загрузки и высоким количеством отказов, поэтому было выпущено всего пять игр для аркадной платформы Konami.
Впоследствии разработанные для M2 технологии и сама платформа использовалась в банкоматах, а в самой Японии ещё и в кофейных автоматах.
В конце 90-х и начале 2000 платформа М2 использовалась в Информационных киосках, а в 2000 компания PlanetWeb и Panasonic выпустили программное обеспечение для использования платформы М2 в роли киосков для покупок в интернет-магазинах.

## История
Аппаратная платформа М2 была разработана в соавторстве инженерами Дайвом Ниделом и Робертом Микалом, которые в начале 90-х годов основали компанию New Technologies Group (NTG), основным направлением которой было создание новых программно-аппаратных игровых систем. Впоследствии NTG слилась с компанией 3DO Company которая затем разработала архитектуру 32-битной мультимедийной платформы под названием 3DO Interactive Multiplayer. На базе этой платформы лицензировались и выпускались мультимедийные устройства различными компаниями, такие как Panasonic FZ-1, Panasonic FZ-10, Sanyo IMP-21J, Creative 3DO Blaster , GoldStar GDO-101M.
Изначально M2 был анонсирован как более продвинутый чип на базе архитектуры Power PC для платформы 3DO Interactive Multiplayer. В конечном итоге M2 стал самостоятельным медиацентром/приставкой и был представлен на выставке EEE (Electronic Entertainment Expo) в 1996 году. Какое-то время планировалось выпускать M2 как в виде отдельного чипа, так и отдельной приставки.
Изначально план компании 3DO заключался в выдачи лицензий на платформу для производства многими производителями, так же как было и с платформой 3DO Interactive Multiplayer до этого. Panasonic и GoldStar согласились лицензировать и выпускать готовые продукты на базе платформы М2. Однако, компания 3DO продала эксклюзивные права на платформу М2 компании Panasonic, и отказалась от участия в развитии платформы спустя несколько месяцев. Некоторые сторонние разработчики которые собирались разрабатывать под платформу М2 аппаратно-программные средства, пришли к мнению, что Panasonic самостоятельно не являясь разработчиком платформы, не сможет оказать качественную помощь и поддержку в процессе разработки под платформу М2, которые они до этого получали от самой компании 3DO, в результате чего они не стали затрачивать средства на разработки под платформу М2. В 1996 году в течение нескольких месяцев Panasonic и Sega обсуждали вопрос партнерства по платформе М2, в свете того, что после выпуска консоли PlayStation от Sony в 1995 обвалились продажи Sega Saturn, а рекламная кампания Nintendo по поводу приставки Nintendo 64 явно не оставляла места на рынке для Sega Saturn. Из-за чего уже в 1995 году Sega приняла решение о разработке следующего поколения приставки (которая впоследствии вышла под названием DreamCast) и для разработки GPU искала подходящие решения, в том числе, у таких компаний как Lockheed Martin, The 3DO Company, Alliance Semiconductor так и у Panasonic с их платформой М2. Однако в 1996 остановилась на решениях от 3DFX и NEC, прервав обсуждение с Panasonic по платформе М2.
В 1996 году пресс-секретарь 3DO Омид Кордестане и вице-президент по разработке аппаратных средств 3DO Тоби Фаранда заявляли, что у компании были планы по выпуску приставки с интегрированным DVD плеером на базе платформы М2 с поддержкой только вышедшего стандарта DVD, аналогично тому, что сделала компания Sony с их PlayStation 2 в 2000 году.
Платформа М2 была изрядно разрекламирована в игровой прессе. Например, журнал Next Generation, задолго до релиза M2 уже давала 4 звезды из 5, утверждая, что консоль являлась самой мощной на рынке на тот момент, обладала отличной поддержкой среди сторонников компании и имела невероятные возможности и технические характеристики.
После выхода Nintendo 64 в 1996 году, в начале 1997 усилилась борьба за рынок консолей между компаниями Nintendo и Sony, в результате чего на рынке появилось много качественных и хорошо продающихся игр, из-за чего компания Panasonic анализируя жизненный цикл FZ-10 и не имея возможности конкурировать с Sony и Nintendo в плане контента, отменила проект по выпуску платформы М2 в середине 1997, несмотря на проводимую рекламную кампанию незадолго до релиза. Часть разрабатываемых игр для М2, например D2, была выпущена впоследствии для DreamCast.

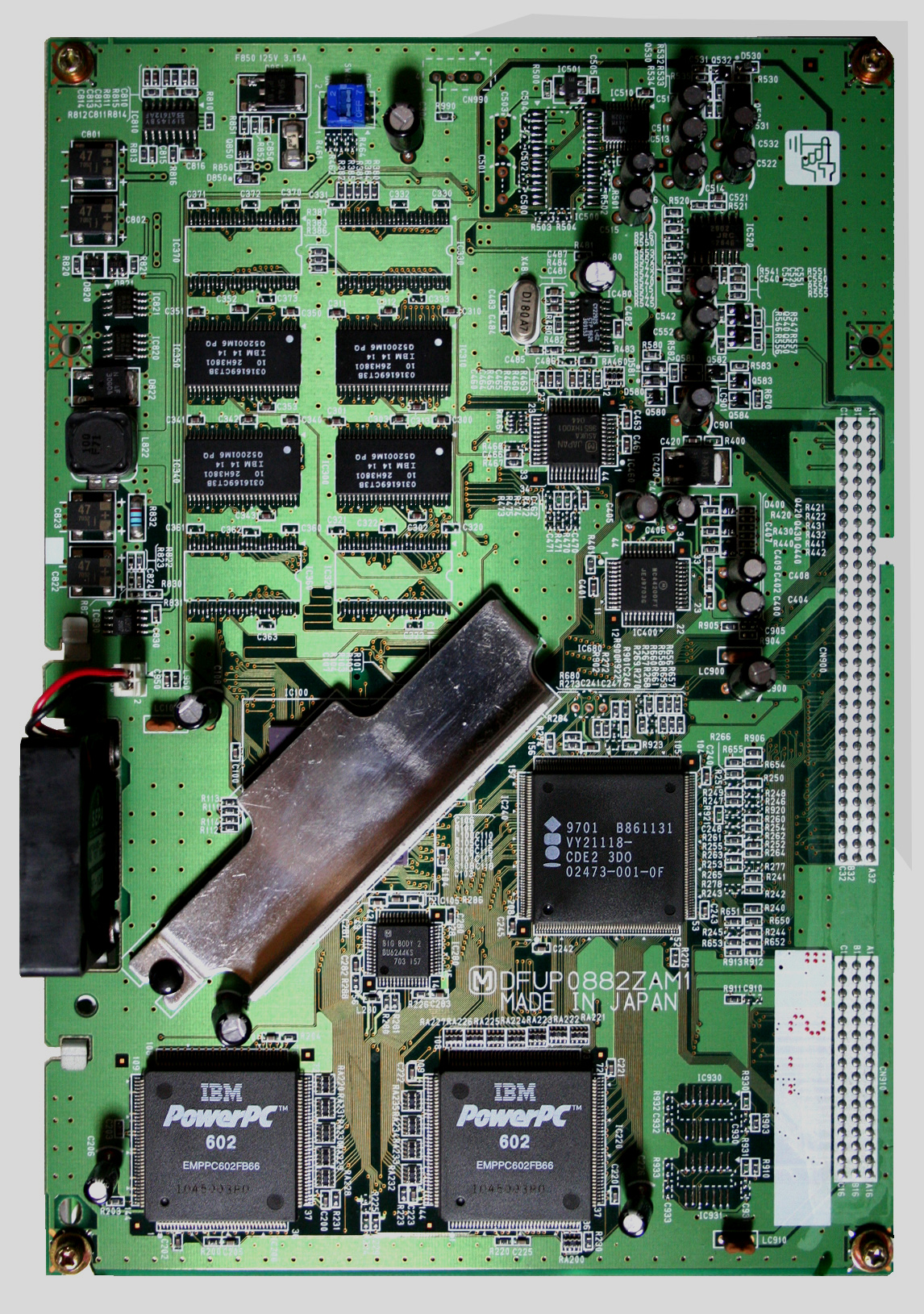
Материнская плата М2 (DFUP0882ZAM1)

## Техническая спецификация
- ЦПУ: два 32-битных RISC процессора PowerPC 602 с частотой 66 Мгц и с кэшем L1 4Кб.
- Шина данных и адреса: 64 битная с частотой 33 МГц.
- Графика: графическая подсистема поддерживала z-buffer, наложение текстур, anti-aliasing и разрешение 640x480 при 24 битной глубине цвета, с поддержкой аппаратного декодирования MPEG-1.
- Анонсированная производительность: 100 млн полигонов в секунду, 500 000 текстурированных и освещенных полигонов в секунду.
- Звук: 16-битный DSP чип с 32 каналами с общей частотой 66 MHz.
- ОЗУ: 8 Мб.
- Карты памяти: до 32 Мб.
- Слоты расширения: 1 порт PCMCIA для подключения периферии.

## Программное обеспечение
В конце 1995 года было объявлено о четырёх играх для платформы M2 находившихся в разработке, так как ClayFighter III, Descent, Ironblood (позже выпущенный для PlayStation как Iron & Blood: Warriors of Ravenloft) и не названный гоночный симулятор от студии самой компании 3DO (предположительно IMSA Racing). Пятая игра D2, была анонсирована в начале 1996 года, но в результате была выпущена на DreamCast в 1999 году.
Единственная законченная игра для платформы М2, была выпущена в 2010 году компанией IMSA Racing.
При этом на базе М2 Konami производила аркадные автоматы и выпустила несколько игр:
- Polystars (1997)
- Total Vice (1997)
- Battle Tryst (1998)
- Evil Night / Hell Night (1998)
- Heat of Eleven '98 (1998)